# Năm sau con lại về
Năm sau con lại về là một bộ phim điện ảnh Việt Nam thuộc thể loại hài – chính kịch ra mắt vào năm 2014 do Trần Ngọc Giàu làm đạo diễn và đồng sản xuất, được dựa trên vở kịch Đón con về của Minh Hoàng. Tác phẩm có sự tham gia diễn xuất của các diễn viên gồm Việt Anh, Thanh Thủy, Quý Bình, Lê Khánh, Hoài Linh, Chí Tài, Nhật Cường và Ngọc Giàu.
Bộ phim được công chiếu vào ngày 18 tháng 1 năm 2014, tức mùng 1 Tết Nguyên Đán.

## Nội dung
Ông Lương và bà Lương là cặp vợ chồng già có một người con trai tên Thiện, họ làm lụng vất vả cho Thiện có cơ hội đi du học bên Mỹ. Sau này Thiện đi làm, có công ăn việc làm ổn định, và một thời gian sau, Thiện trở về nước cùng với cô vợ Việt kiều tên Mai. Để giữ thể diện cho con trai mình trước cô vợ Mai trong chuyến về thăm quê hương, vợ chồng ông Lương đã mượn tiền giang hồ để dựng nên một màn kịch trúng số độc đắc. Họ được sự trợ giúp từ người hàng xóm tốt bụng là ông Sáu xe ôm. Ông Sáu cũng là người đang có nỗi khổ riêng, ông đang chờ cô người yêu trở về bên ông.
Màn kịch của vợ chồng ông Lương diễn ra khá suôn sẻ khi thuê được một căn biệt thự, gây bất ngờ cho vợ chồng Thiện. Khi Mai hỏi mượn tiền ba mẹ chồng, ông Lương lỡ miệng nói rằng đã dùng tiền mở nhà hàng. Mai đòi ở lại Việt Nam thêm một tháng nữa để xem thử nhà hàng của ông Lương. Ông Lương đành mượn tiền giang hồ một lần nữa, rồi ông cùng ông Sáu đi thuê một nhà hàng, tiếp tục diễn kịch với vợ chồng Thiện. Khi đến ngày khai trương nhà hàng, mọi người đang ăn uống vui vẻ thì bà chủ nhà hàng về bất ngờ và vô tình làm lộ hết mọi chuyện, song vợ chồng Thiện vẫn chưa biết chuyện vợ chồng ông Lương thuê căn biệt thự.
Mai nghi ngờ ba mẹ chồng đang giấu giếm điều gì đó, nên ô tìm đến xóm lao động nghèo mà trước kia vợ chồng ông Lương sống, nơi đây cũng có nhà của ông Sáu. Khi cả hai gặp nhau, ông Sáu không biết Mai là con dâu của ông Lương nên ông kể toàn bộ sự thật cho Mai nghe. Thiện cũng gặp chàng trai cho ông Lương thuê nhà hàng và đã hiểu được sự thật đằng sau mọi chuyện. Trong khi đó, trùm giang hồ Lâm cà tủn truy tìm ông Lương để đòi nợ và có cuộc tranh cãi với ông Sáu. Đúng lúc đó, cô Thắm – người yêu của ông Sáu bất ngờ trở về bên ông. Ông Lâm định đánh ông Sáu, nhưng mẹ của ông Sáu đã ngăn cản. Do nhớ lại lúc còn nhỏ, mẹ của ông Lâm đã bị xe tông chết chỉ vì cứu mạng ông, nên ông cảm động trước tình mẫu tử của mẹ con ông Sáu và rời đi. Sau đó, ông Lâm ghé qua căn biệt thự của vợ chồng ông Lương, thông báo giảm nợ cho họ rồi buồn bã ra về. Vợ chồng Thiện hiểu ra mọi chuyện và cảm thấy thương yêu vợ chồng ông Lương nhiều hơn.
Nhiều ngày sau, vợ chồng Thiện phải quay về Mỹ và được vợ chồng ông Lương và gia đình ông Sáu đưa tiễn. Mai hứa với bố mẹ chồng rằng năm sau họ sẽ quay trở về, điều này khiến cho ông Sáu bất ngờ ngất xỉu.

## Diễn viên
- Việt Anh vai ông Lương
- Thanh Thủy vai bà Lương
- Quý Bình vai Thiện
- Lê Khánh vai Mai
- Hoài Linh vai Sáu xe ôm
- Ngọc Giàu vai bà Hai
- Chí Tài vai ông Sang
- Hứa Minh Đạt vai con trai ông Sang
- Nhật Cường vai Lâm Cà Tủn
- Thanh Trúc vai Thắm
- Trường Giang vai Mạnh Ruồi
- Long Đẹp Trai vai Mạnh Côn
- Ngọc Tưởng vai Mạnh Cưa
- Bé Ben vai bé Thông
- Quốc Thuận vai tài xế taxi
- Tiến Luật vai ông chồng đi đường
- Thu Trang vai bà vợ đi đường
- Tấn Hoàng vai ông hàng xóm
- Kiều Mai Lý vai bà hàng xóm
- Hà Linh vai bạn của Thiện
- Hải Yến vai bạn của Thiện
- Hải Lý vai bà chủ nhà hàng
- Lê Khâm vai nhân viên thu tiền điện
- Kiều Minh Tuấn vai nhân viên bảo vệ
- Hải Triều vai nhân viên bảo vệ